# Байкал (журнал)
«Байка́л» — литературно-художественный журнал, издающийся в Улан-Удэ, Республика Бурятия. В советский период — один из органов печати Союза писателей РСФСР. 

## История
Журнал основан в 1947 году, после того, как Союз писателей Бурят-Монгольской АССР обратился к руководству Союза писателей СССР с просьбой об открытии в республике литературного альманаха. Вскоре вышло совместное Постановление ЦК ВКП (б) и Правительства СССР о создании литературно-художественного альманаха «Байкал». Первый номер вышел в октябре 1947 года на бурятском языке.
Первым редактором журнала был писатель-переводчик и журналист Никифор Рыбко. Альманах выходил на двух языках — русском и бурятском. Подготовкой двух вариантов издания занималась одна редакция. Журнал стал органом Союза писателей и Министерства культуры Бурят-Монгольской АССР.
В 1955 году на базе «Байкала» был образован журнал «Байгалай толон» (Свет над Байкалом) на бурятском языке. В 1961 году журнал был переименован в «Байгал». Главным редактором на многие годы стал писатель Африкан Бальбуров.
На страницах «Байкала» впервые были опубликованы многие произведения бурятских писателей и поэтов. Также здесь печатались произведения писателей из других сибирских регионов.
В 1964—1965 годах в восьми номерах журнала «Байкал» был опубликован повествующий о сталинских репрессиях роман «Чёрные лебеди» Ивана Лазутина, не допущенный к публикации в центральных изданиях по политическим мотивам.
В 1968 году «Байкал» прославился тем, что впервые опубликовал главы из повести «Улитка на склоне» братьев Стругацких, книги которых в 1960-х годах с трудом проходили цензуру. Этот шаг редакции журнала вызвал критику со стороны центральных газет.
Также в 1968 году в журнале «Байкал» появились главы из книги Аркадия Белинкова о Юрии Олеше с предисловием Корнея Чуковского. Данная публикация была «подвергнута идеологической порке» в «Литературной газете», что привело к переформированию редколлегии журнала.
Читатели Бурятии на страницах журнала также имели возможность впервые прочитать романы и повести зарубежных писателей. Кроме литературы, журнал печатал статьи бурятских учёных и журналистов на общественно-политические, исторические и религиозные темы.

## Современность
С 2008 года «Байкал» входит в общероссийский список периодических изданий. В 2009 году журнал вошёл в Издательский дом «Буряад унэн». Наряду с литературной классикой издание публикует произведения молодых писателей. Выходит в свет с периодичностью 6 раз в год. На сайте Национальной библиотеки Республики Бурятия можно прочитать электронную версию журнала «Байкал».

## Известные сотрудники
- Цырен-Базар Бадмаев (1928―1982) ― советский бурятский поэт, драматург, переводчик, член Союза писателей СССР[9]. Известен своими произведениями для детей.
- Цырен Галанов (1932—2009) — писатель, поэт, заместитель главного редактора журнала.
- Чимит-Рэгзен Намжилов (1926—1990) — народный поэт Бурятии, заслуженный работник культуры Бурятии, заслуженный работник культуры России[10].
- Владимир Петонов  (1932—1993) — народный поэт Бурятии, заслуженный работник культуры Бурятии[11].
- Сергей Цырендоржиев (1937—2011) — писатель, заслуженный работник культуры Бурятии, главный редактор журнала (1975-2000)[12].
- Анатолий Щитов (1934—1998) — поэт, писатель, переводчик, заместитель главного редактора и ответственный секретарь журнала.